# 20. Unterseebootsflottille
La 20. Unterseebootsflottille était la 20e flottille de sous-marins allemands de la Kriegsmarine pendant la Seconde Guerre mondiale.
Formée à Pillau en Russie en juin 1943, la flottille est placée sous le commandement du korvettenkapitän Ernst Mengersen (en).
Sa mission officielle est une flottille d'entrainement (Ausbildungsflottille) spécialisée dans les cours de préparation pour la formation tactique (Vortaktische Ausbildung).
L'histoire de la flottille prend fin en février 1945 au moment de sa dissolution.

## Affectations
- Juin 1943 à février 1945 : Pillau.

## Commandement
| Nom                  | Grade            | Début     | Fin          |
| Ernst Mengersen (en) | korvettenkapitän | Juin 1943 | Février 1945 |

## Unités
La flottille ne reçoit aucun U-Boot durant son service.